# Time Out (film)
Time Out è un film del 2015 diretto da Rikhil Bahadur.
Il film è una versione lunga del cortometraggio Time Out (2011).

## Trama
L'amicizia e l'amore condiviso tra due fratelli vengono messi a dura prova quando uno dei due scopre che l'altro è gay.